# Giovanni Cavazzi da Montecuccolo

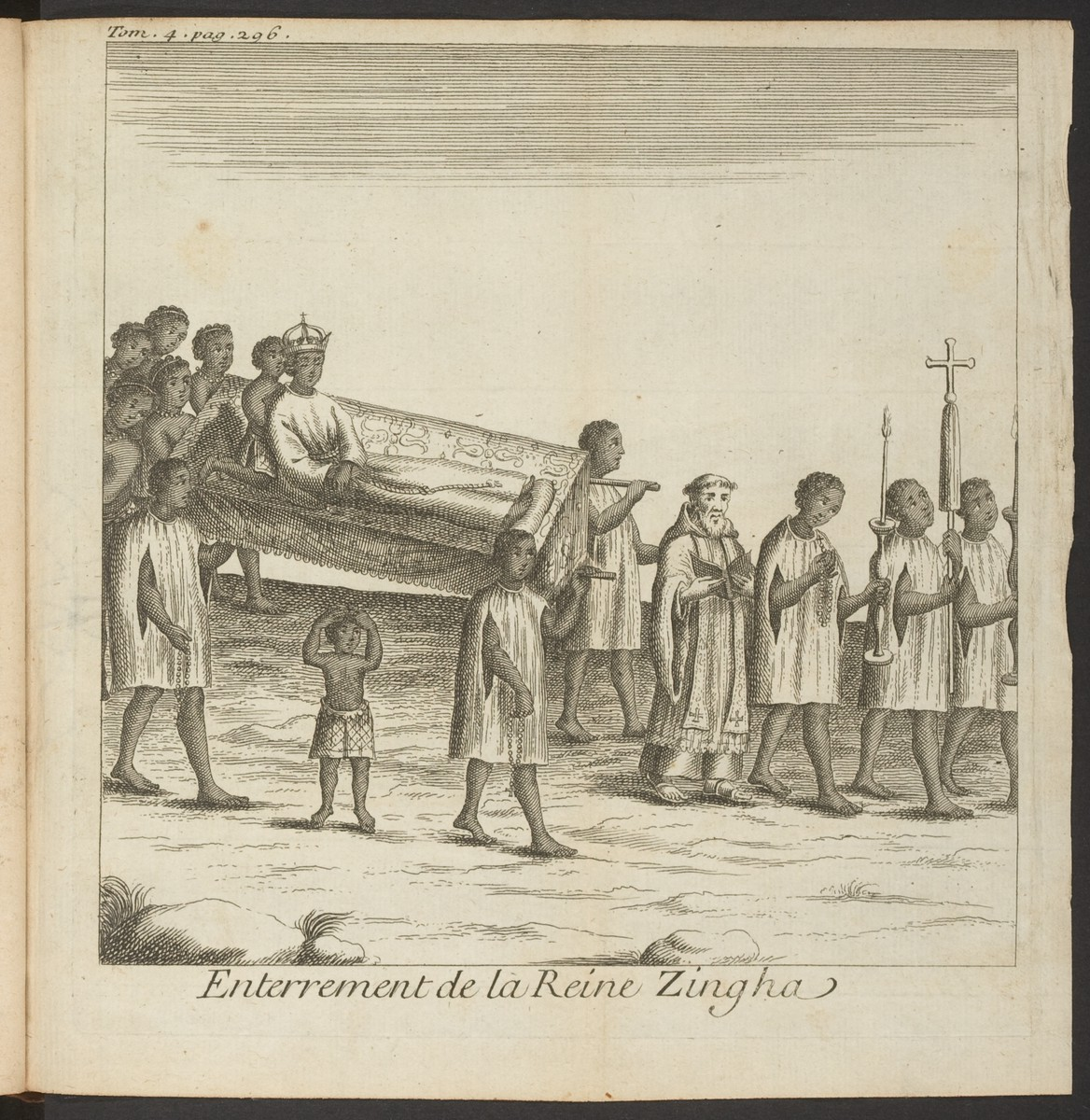
Giovanni Cavazzi da Montecuccolo preside el funeral de la reina Nzinga

Giovanni Antonio Cavazzi da Montecuccolo (1621–1678) fue un misionero capuchino de origen italiano conocido por sus viajes al Reino del Congo y al reino de Angola, en el siglo XVII y su extenso relato de la historia y la cultura locales, así como la historia de la misión capuchina en Angola.
Cavazzi fue un estudiante poco destacado, por eso casi se le niega un puesto en la misión de África Central, pero finalmente lo consiguió debido a que sus superiores reconocieron su piedad. Llegó a Luanda en 1654 y fue enviado a las posesiones portuguesas en el extremo oriental de la colonia. Viajó mucho como capellán con el ejército portugués, incluida una estadía en la corte del rey de Pungo Andongo. En 1659, viajó con ellos a la región de las tierras altas centrales, donde visitó, en 1660, la corte de la reina Ana de Sousa (o Njinga) en Matamba. Regresó a la corte de la reina Ana en 1662 y permaneció allí hasta después de la muerte de la reina en 1663. Presidió el funeral de la reina. Dejó Matamba en 1665, y regresó a Italia en 1667.
Se le asignó la tarea de escribir una historia de la misión capuchina, quizás porque desde 1662 más o menos había estado escribiendo su propia historia. La Sagrada Congregación para la Propagación de la Fe, quienes le habían encargado la obra, se negó a publicarla de inmediato. Recién la publicaron en 1687, tras la muerte de Cavazzi. En 1673 regresó a Angola como prefecto de la misión capuchina. Regresó a Italia en 1677 donde escribió un segundo relato biográfico de la misión capuchina, que no se publicó hasta el siglo XX. Murió el 18 de julio de 1678.

## Obras
Cavazzi es famoso por su historia descriptiva, Istorica Descrizione de' tre regni Congo, Matamba ed Angola. Hubo muchas traducciones, una alemana en 1694 y una francesa en 1732. La edición crítica moderna y la traducción al portugués del libro, editada por Graziano Saccardo, se publicó en 2 volúmenes en Lisboa (1965).
En 1969, Giuseppe Pistoni descubrió los manuscritos originales de la obra de Cavazzi, escritos en África en 1668 entre los papeles de la Familia Araldi de Módena. Esta colección, compuesta por tres voluminosos manuscritos, Ilustra con ilustraciones en acuarela la vida en África Central y, en particular, en la corte de la reina Ana de Sousa. Las ilustraciones fueron publicadas posteriormente por Ezio Bassani. John K. Thornton ha editado y traducido el primer volumen.
Además de su extensa historia, Cavazzi reeditó algunas de sus biografías misioneras, que se encuentran tanto en Araldi como en Istorica Descrizione en un nuevo texto, "Vite dei Frati Minori Cappuccini del Ordine del Serafica Padre San Francisco, morti nelle Missioni d'Etiopia dall'anno 1645 sino all'anno 1677".